# スモーキー・ベア
スモーキー・ザ・ベア（英: Smokey The Bear）は、アメリカACが芸術家アルバート・ステイル（Albert Staehle）とともに創作したマスコットキャラクター。作家で芸術批評家のハロルド・ローゼンバーグがこのマスコットの制作に協力した可能性がある。山火事の危険性を一般に広めるため、アメリカAC・米国林野局・州林業者全国協会がこのキャラクターを使用している。スモーキー・ベアを利用したキャンペーンは1944年に開始され、その際は「スモーキーは言う - 注意すれば10の森林火災のうち9を防ぐことができる」というスローガンが用いられた。1947年には「忘れるな……。キミだけが森林火災を防ぐことができる」という後々まで使われるスローガンが考案された。2001年4月、このスローガンは「キミだけが山火事を防ぐことができる」に改められた。アメリカACによれば、スモーキー・ベアとそのスローガンはアメリカの大人の95パーセント、子供の77パーセントに認知されている。
1952年、作曲家スティーブ・ネルソンとジャック・ローリンスは『スモーキー・ザ・ベア』と題するヒット曲を発表した。2人は曲のリズムを保つため、スモーキー・ベアの名前に「ザ」（the）を追加していた。。
1950年代、「スモーキー・ザ・ベア」という言葉は口語と活字の両方で広く使われるようになり、少なくとも一冊の標準的百科事典がこの言葉を掲載していた。1955年に出版されたリトル・ゴールデン・ブックスシリーズの一冊は「スモーキー・ザ・ベア」と題されており、この作品のなかでのスモーキー・ベアは自身を「スモーキー・ザ・ベア」と呼び、森林火災後の焼けあとから救出された小熊の孤児として描写されていた。当初から、スモーキー・ベア（Smokey Bear）という名前には意図的に形容詞「smoky」とは異なる綴りが使用されている。
スモーキー・ベアの名称・画像は1952年制定の連邦法、「スモーキー・ベア法」 (16 U.S.C. 580 (p-2); 18 U.S.C. 711) によって保護されている。

## キャンペーンの始まり

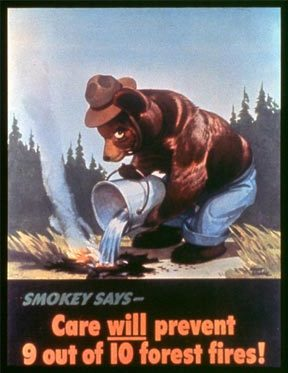
スモーキー・ベアがデビューを果たしたポスター（アルバート・ステイル作）

第二次世界大戦勃発のはるか以前から米国林野局は山火事の対処にあたっていたが、戦争は森林火災の消火活動に新たな重要性・緊急性をもたらした。林野局はアメリカ国民に森林火災の危険性について教育するため、カラフルなポスターを利用し始めた。すでに屈強な男性のほとんどは兵役に服しており、西海岸での森林火災の消火に従事できる状況になかった。森林火災の危険性について教育された地域住民が、その発生を未然に防ぐことが望まれていた。
1942年8月13日、ディズニー5作目の長篇アニメ映画『バンビ』の封切りがニューヨーク市で行われた。その後まもなく、ウォルト・ディズニーは『バンビ』のキャラクターを行政による防火キャンペーンに登場させることを許可した。しかしながら、「バンビ」の政府への貸し出しは一年間の期限つきであり、その後には新たなシンボルが必要となった。新マスコットのモチーフとしてクマが選ばれた。その名はニューヨーク市消防局の英雄 "スモーキー" ジョー・マーティン（1922年の大火災にて火傷と視力喪失のなか任務を全うした消防士）にちなんだものだった。
スモーキー・ベアは1944年8月9日公開のポスターでデビューした。そのため8月9日がこのキャラクターの誕生日と見なされている。米国林野局が企画する協同森林火災防止キャンペーン（CFFP）の監督下で、アルバート・ステイルが最初のポスターのイラストを手がけた。最初のポスターでのスモーキーはジーンズとキャンペーン・ハットを身につけた姿で描かれており、バケツの水をたき火にかけて消火している。イラストの下には「スモーキーは言う - 注意すれば10の森林火災のうち9を防ぐことができる！」とのメッセージが書かれていた。1944年、ニッカーボッカー社がスモーキー・ベアの人形の製造許可を得た。同じく1944年には林野局の職員ルディ・ウェンデリンがキャンペーンの専任アーティストに就任した。ウェンデリンは1973年に退職するまでの間、スモーキー・ベアの「マネージャー」と見なされていた。
第二次世界大戦中、大日本帝国が山火事を潜在的兵器として認識していたことも、山火事防止の重要性を高める一因となった。1942年9月のルックアウト空襲において、日本軍はオレゴン州南西の沿岸森林地帯を炎上させようと試みて失敗していた。アメリカ側の計画立案者には、国民が山火事が戦争にもたらす悪影響を認識すれば、林野局による山火事撲滅キャンペーンに対してより協力的になるという思惑もあった。戦争の終盤、日本軍は山火事を利用する戦術を刷新した。日本軍は1944年11月から1945年4月にかけて、約9000個の風船爆弾をジェット気流に乗せて飛ばし、そのうち推定10パーセントがアメリカ本土に到達した。最終的な風船爆弾の効果は、1945年5月5日にオレゴン州ブライ周辺で、5人の学童とその教師エルシー・ミッチェルの命を奪ったのみにとどまった. 。6人の死の後、現在ミッチェル・レクリエーション・エリアと呼ばれる場所に記念碑が建立された。
1947年、その後50年以上にわたって使用される「忘れるな……。キミだけが森林火災を防ぐことができる」というスローガンが考案された。2001年、このスローガンは正式に修正され、「森林火災」が「山火事」という語に置き換えられた。この変更は、森林以外の場所（草地など）も火災の発生場所となり得ることを注意喚起するために行われた。

## 生きたシンボル

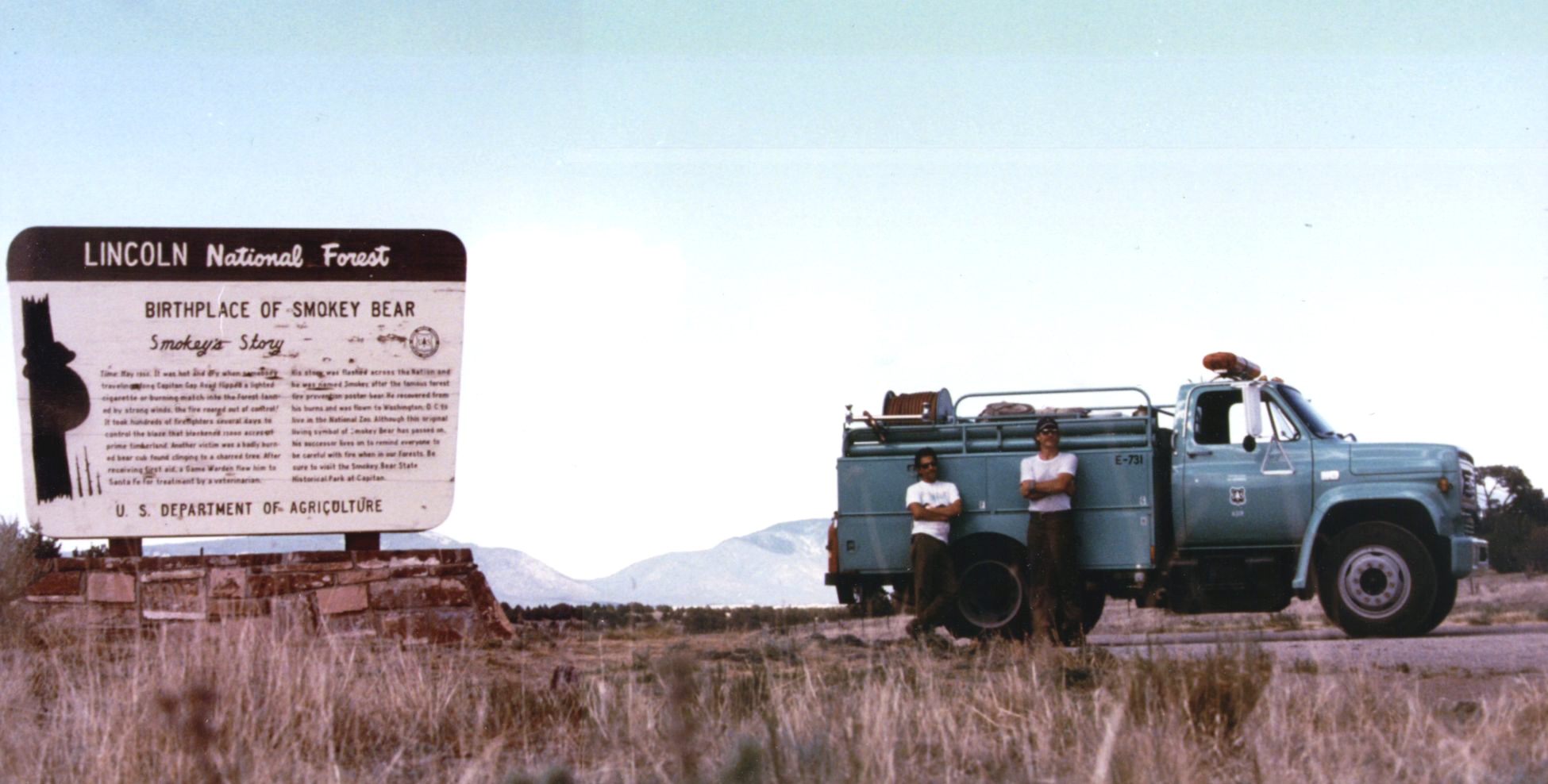
スモーキー・ベア展望ポイントでのタホ国立森林公園731番消防車とそのクルー。（一時的にリンカーン国立森林公園に配属されていた）キャピタン・ギャップは消防車と看板の間を山に向かってのびる道。（1990年6月）

一頭のアメリカグマ（3ヶ月の小熊）が、スモーキー・ベアの生きたシンボルとされていた。この小熊は、1950年春のキャピタン・ギャップ森林火災（ニューメキシコ州キャピタン山地のリンカーン国立森林公園を17,000エーカー (69 km2)にわたって焼いた）に巻き込まれながらも、木に登ることで炎を逃れたが、前足と後ろ足に火傷を負っていた。小熊は焼けあとから狩猟監視官によって救出されたとする説があるが、ニューメキシコ州林野局によれば、実際に救出にあたったのはテキサス州フォート・ブリスから消火活動を助けにきた陸軍兵士のグループだった。兵士達は発見した小熊を軍の野営地に連れて帰った。

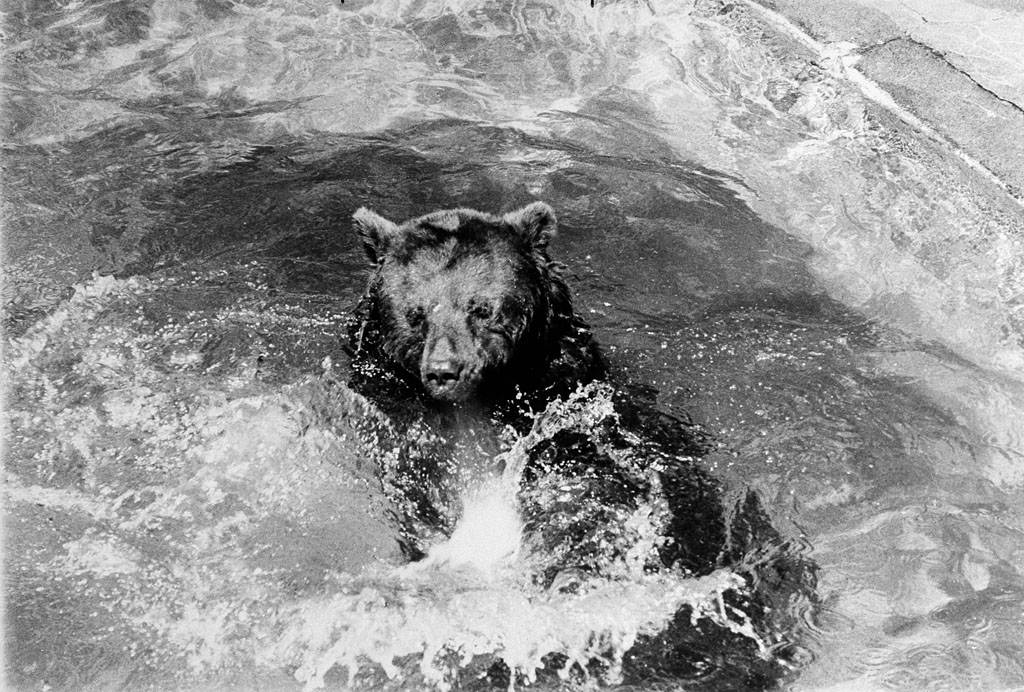
アメリカ国立動物園のプールで遊ぶ初代スモーキー・ベア（1950年代に撮影）

この小熊は当初、「ホットフット・テディ」と呼ばれていたが、後にスモーキー・ベアにちなんで「スモーキー」と名付けられた。山火事の後でこの小熊を最初に養育した人物に関しては、いくつかの互いに矛盾する説が存在する。『ニューヨークタイムズ』は当時ニューメキシコ州漁業狩猟局の副局長だったホーマー・C・ピッケンズの追悼記事のなかで、ピッケンズが山火事の後、小熊をしばらく自分の家にとどめ、元気になるまで世話しようと試みたと述べた。『ライフ』の記事を含む別の記録によれば、ニューメキシコ州漁業狩猟局のレンジャーだったレイ・ベルが小熊をサンタフェへ連れて行き、妻のルース、子供のダンとジュディとともに世話をしていたとされる。焼けあとから救い出された小熊の話は全米の報道機関で取り上げられ、スモーキーは有名人になった。まもなくスモーキーはパイパー カブでワシントンD.C.のアメリカ国立動物園に空輸されたが、その途中で飛行機の給油のためセントルイス動物園で一泊した際にはスモーキーのための部屋が特別に用意された。国立動物園に到着した際には、ボーイスカウト・ガールスカウトのメンバー、写真家、報道機関などを含む数百人の観衆がスモーキーを出迎えた。

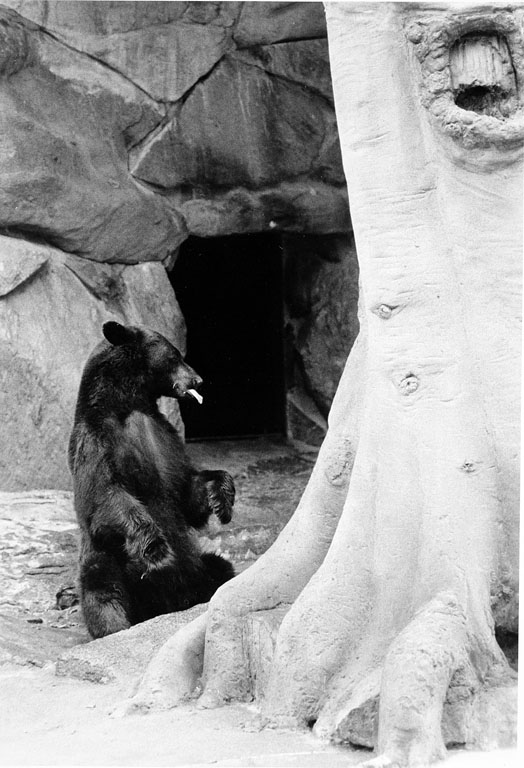
新たに置かれた「ハニー・ツリー」で食事するスモーキー・ベア。1984年夏に設置された「ハニー・ツリー」は自動的にハチミツやベリー類を与える仕掛けだった。

スモーキー・ベアは国立動物園で26年間にわたって過ごし、その間に何百万人もの来訪者を迎えた。スモーキーが受け取った手紙は膨大な数（最大で一週間に1万3000通）にのぼり、1964年には郵便公社がスモーキーに専用のZIPコード（20252）を与えたほどだった。スモーキーは食事として与えられるオキスズキとマスのほかにも、ピーナッツバターのサンドイッチを好んで食べた。
スモーキーは1976年12月9日に死亡したが、その亡骸は政府によってニューメキシコ州キャピタンへと返され、現在スモーキーベア歴史公園と呼ばれる場所に埋葬された。墓石には「ここは最初の生きたスモーキー・ベアが眠る場所……山火事防止と野生動物保護の生きたシンボル」という文が記されている。『ワシントン・ポスト』は「ベア」と題する冗談めいた追悼文をスモーキーに送り、このクマがニューメキシコ州出身で、後にワシントンD.C.に移住し、長年にわたりそこに住みつつ公務に就いていたと述べた。追悼文はスモーキーの家族（妻のゴールディー・ベア、「養子」のリトル・スモーキーなど）にも言及し、スモーキーと妻ゴールディーは同じ「ベア」という姓をもっていたものの、両者に血縁関係はなかったと注記した。1976年11月11日、『ウォール・ストリート・ジャーナル』は一面にスモーキーへの追悼文を掲載した。当時あまりに多くの新聞がスモーキーの死に関する記事や追悼文を掲載したため、それらをまとめた4冊ものスクラップブックが国立動物園の書庫に収蔵されている。（シリーズ12、ボックス66 - 67に収録）

### スモーキー・ベア二世
1962年、スモーキーはゴールディー・ベアという雌のクマとつがいになった。これによりスモーキーの子孫が生まれ、「スモーキー・ベア」の名を襲名することが望まれていた。1971年になっても2頭の間に子供が産まれなかったため、同年にリンカーン国立森林公園からまた別の小熊の孤児「リトル・スモーキー」が連れてこられ、2頭のケージでともに生活することとなった。動物園側は、スモーキーとゴールディーがこの小熊と「養子縁組」したと発表した。
1975年5月2日、スモーキー・ベアは生きたマスコットとしての職務から公式に引退した。これを受けて公式なセレモニーが行われ、リトル・スモーキーに「スモーキー・ベア二世」（Smokey Bear II）の称号が授与された。スモーキー・ベア二世は1990年8月11日に死亡した。
スモーキー・ベア二世の亡骸はキャピタンにある米国林野局の施設に輸送され、その場所に埋葬された。この施設は現在、森林火災／スモーキー資料館となっている。資料館に隣接する庭園にはスモーキー・ベア二世の墓が置かれている。毎年数千人がこの場所に立ち寄って追悼する。

## 人気

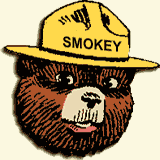
キミだけが森林火災を防ぐことができる！

スモーキー・ベアは、1950年代のアメリカ大衆文化において特筆すべき存在となった。このキャラクターはラジオ番組やコミック・ストリップ、漫画に登場していた。
1952年、スモーキー・ベアに大きな商業的関心が寄せられ始めたことを受け、スモーキー・ベア法と呼ばれる議会制定法が通過された。この結果、スモーキー・ベアはパブリックドメインの対象から外され、アメリカ合衆国農務長官の管轄下に置かれることとなった。この法案は、スモーキー・ベアの使用料が森林火災防止のための継続的な教育活動にあてられるよう規定していた。現在までに300万ドル以上が使用料として回収されている。
スモーキー・ベアの人形はアイディアル・トイズ社によって1952年から製造された。人形には少年森林警備隊になるための郵送カードが同梱されていた。このカードで応募を行った児童は3年間で50万人にのぼった。1964年4月にはスモーキー・ベア専用のZIPコード（20252）が与えられた。
1955年、スモーキー・ベアを題材にした最初の児童書が出版された。（以降、多くの続編や塗り絵の本が出版されている）児童書の出版によって、数千の人形やおもちゃ、その他のグッズが店頭に並ぶこととなった。
1950年代・1960年代のアメリカACは、スポンサーとしてラジオ広告にスモーキー・ベアを登場させた。広告では、ビング・クロスビー、アート・リンクレター、ダイナ・ショア、ロイ・ロジャースなど著名なスターがスモーキー・ベアと会話していた。
1959年、TV番組『ロッキーとブルウィンクルの大冒険』でダドリードゥーライトが主役の「ストッキー・ザ・ベア」と題するエピソードが放送されたが、これはスモーキー・ベアに対するパロディだった。権利の関係上、このエピソードはその後の流通から排除されていたが、2005年のDVD『ザ・コンプリート・ロッキー・アンド・ブルウィンクル・アンド・フレンズ』には復活して収録された。
スモーキー・ベアの名称・画像は、米国林野局が「特筆すべき山火事防止活動を称え、継続的火災防止活動の必要性の啓蒙を行う」ための「スモーキー・ベア・アワーズ」に貸し出され、使用されている。
当初のスモーキー・ベアはアメリカ合衆国国立公園局のキャンペーン・ハット（これ自体も初期アメリカの国立公園を警備していた騎兵隊に由来する）を身につけた姿で描かれていたが、後にこの帽子はスモーキー・ベアのトレードマークとして有名になった。その結果、現在でもキャンペーン・ハットを採用している軍と州警察は、この帽子を「スモーキー・ベア・ハット」と呼ぶことがある。アメリカのトラック運転手が、州警察官のことをしばしば「スモーキー」あるいは「ベアーズ」と呼ぶのはこのためである。

## 遺産

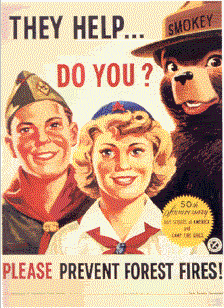
スモーキー・ベアとボーイスカウトアメリカ連盟・キャンプファイア・ガールズのメンバー（1960年）

1984年、スモーキー・ベアは40周年を迎え、それを記念して黒こげの木にしがみつく小熊が描かれた切手が発行された。そのイラストはルディ・ウェンデリンによるものだった。1994年の50周年にはTVコマーシャルが制作された。その内容は、森の動物たちがスモーキーの誕生日を祝うサプライズパーティを計画し、ケーキに蝋燭を立てて準備を整えたが、目隠しをされたスモーキーが近づいて煙の匂いを嗅ぐと、それがケーキの蝋燭によるものと気づかず、シャベルでケーキを壊してしまう。目隠しを外したスモーキーは、自分が破壊したのがバースデーケーキであったことに気づき謝罪する、というものだった。
2004年、スモーキー・ベアの60周年がそれぞれの方法で祝われた。なかでも、米上院は2004年8月9日を「スモーキー・ベア60周年」とする決議を可決した。この決議は米大統領が、「アメリカ国民に適切な式典や活動を通してこの日を祝うよう呼びかける」声明を発することを要求していた。
『コーズマーケティングの技術』の著者リチャード・アールは、スモーキー・ベアのキャンペーンが最も効果的で息の長い公共広告のひとつであるとして、「スモーキーはシンプルで、力強く、明快なキャラクターだ。彼はあなたが訪れるような森に住んでいて、その森を保護したいと思っている。バンビ (映画)を子供のころに見た人なら皆、森林火災の恐ろしさを知っている。しかしスモーキーは山火事から逃げない。スモーキーは強く、必要とあればとどまって火災と闘う。一方で、彼はあなたが水をかけて火を処理することで、山火事と闘わなくても済むよう願っている。」と述べた。
キャピタン・ギャップ森林火災からスモーキー・ベアが見つけ出された記念日にあたる2000年5月9日、スモーキー・ベア森林管理地域のマリアンヌ・グールド、スモーキー・ベア博物館のエディー・テューダー、ニューメキシコ州ルイドソのラジオ局のニール・ジョーンズらは「スモーキー・ベア・デイズ」と呼ばれるイベントを初開催した。このイベントの主旨は、コンサート、チェーンソー彫刻コンテスト、消防活動の競技会、食べ物、屋台、パレードなどでスモーキー・ベアの火災防止メッセージ・自然保護メッセージを称賛するというものだった。「スモーキー・ベア・デイズ」は、スモーキー・ベアの地元ニューメキシコ州キャピタンにて、毎年5月の最初の週末に開催されている。
2008年から2011にかけて、CGIで再現されたスモーキーが登場する新コマーシャルが公開された。

## 声優
ワシントンD.C.のラジオ局WMALのパーソナリティであるジャクソン・ウィーバーが、1992年10月にこの世を去るまでスモーキー・ベアの主な声優を務めていた。スモーキー・ベアの声を演じた人物には、ジム・カミングス、ロジャー・C・カーメル、ジャック・エンジェル、ロサンゼルスのラジオ局KNX (AM)のジョージ・ウォルシュ、ジーン・モスなどが含まれる。2008年6月、林野局は俳優サム・エリオットがスモーキー・ベアを演じる新たな公共広告のシリーズを立ち上げた。同時に、スモーキーの外見デザインも十代後半の若者を惹きつけるよう変更された。自然保護官役の声優はパトリック・ウォーバートンが務めた。

## 文化
| 2005年アメリカジャンボリーでのスモーキー・ベア |  | アーノルド・シュワルツェネッガー、米国林野局局長トーマス・ティドウェル（英語版）とともに |
| 2005年アメリカジャンボリーでのスモーキー・ベア |  | アーノルド・シュワルツェネッガー、米国林野局局長トーマス・ティドウェルとともに           |

スモーキー・ベアとそのパロディ・キャラクターは、50年以上にわたってアニメーション作品に登場し続けている。1956年、スモーキーはウォルト・ディズニーの短編映画『クマさんの大掃除』にカメオ出演を果たし、その際の声優はジャクソン・ウィーバーが務めた。
スティーブ・ネルソンとジャック・ローリンスによる楽曲「スモーキー・ザ・ベア」は、キャンド・ヒートのほかいくつかのグループによってカバーされている。キャンド・ヒートのバージョンはアルバム『The Boogie House Tapes 1969-1999』に収録されている。
『スモーキー・ザ・ベア・スートラ』はゲーリー・スナイダーによる1969年の詩で、仏教のスートラの形式で環境問題への懸念を表現している。この作品でのスモーキー・ベアは大日如来が転生した姿として描写されている。

## 映像作品

### スモーキー・ベアの唄
テレビシリーズの数年前に制作されたストップモーション作品。本作はビデオクラフトと持永只仁のMOMプロダクション（日本）と協力して制作された。劇中ナレーションはジェームズ・キャグニーが担当。このアニメは1966年11月24日にNBCの番組『ゼネラル・エレクトリック・ファンタジー・アワー』のなかで放送された。また、同時期にメイシーズ・サンクスギヴィング・デイ・パレードにてスモーキー・ベアのバルーンが紹介されるといった連動宣伝企画も行われた。日本では1970年5月3日にNHK総合で放送。

#### スタッフ
- 脚本 - ジョセフ・シュランク
- 音楽 - ジョニー・マークス
- プロデューサー - アーサー・ランキン・Jr.（英語版）、ジュールス・バス
- 監督 - ラリー・ローマー
- 助監督 - 長島喜三
- 人形アニメ制作 - MOMプロダクション（※ノンクレジット）
- 製作 - ビデオクラフト（英語版）

### 進めや進めスモーキー!
1969年にアメリカで放送されたビデオクラフトと東映動画による日米合作アニメ。連続テレビシリーズとしては『The King Kong Show（キングコング）/（001/7おや指トム）』に続いて2作目となる。アメリカではABCで毎週土曜日の朝に放送されたが、続編は制作されずシーズン1のみで放送終了となった。放送終了後は1971年まで再放送が継続された。日本ではNHK総合テレビの少年映画劇場という放送枠で放送。なお、本作はNHKでは初の日本のアニメ制作会社が手掛けた30分セルアニメーション作品の第1作目である。

#### スタッフ
- 音楽 - モーリー・ローズ、ジュールス・バス
- キャラクターデザイン - ロッド・ウィリス
- 監督・プロデューサー - アーサー・ランキン・Jr.（英語版）、ジュールス・バス
- アニメーション制作 - Toei Animation Studios
- 製作 - ビデオクラフト（英語版）、ランキン・バス・プロダクション

## 火災生態学
スモーキー・ベアのキャンペーンは山火事対策の専門家からの批判に晒されてきた。専門家は、土地固有の火災生態学を考慮に入れることなく、数十年にわたって森林火災の鎮圧を行った結果、森林地帯における可燃物の不自然な蓄積を招いてると指摘する。定期的で小規模な山火事は、ある種の生態系にとって不可欠な要素であり、そこでは森林の存続、活性化、再生を自然な森林火災に頼っている。例として、チャパラル・マツの群落では、種子・松かさが発芽するために山火事を必要とする。山火事はパイン・バーレンズの保護も担っている。この植物群落は小規模な地中火にうまく適応しており、定期的な山火事に競合種の排除を依存している。
低木地、森林地帯、植林地帯で長期間火災が発生しない場合、大量の可燃物（葉・枝・その他の有機物）が林床や茂みに堆積される。その状況で山火事が発生すると、大量の可燃物により樹冠火災が発生し、植生全体が破壊され、土壌の化学組成に変化が生じる。頻繁に起こる小規模な地中火は可燃物の堆積を防止し、木々など大型で成長の遅い植生の生存を助ける。熟練した消防士による野焼きの実施は増加しており、無害な原野火災を発生させている。
2000年代になるとスモーキー・ベアのキャンペーンにおける目標・テーマは修正され、スローガンは「キミだけが森林火災を防ぐことができる」から「キミだけが山火事を防ぐことができる」に変更された。この変更は、故意の、あるいは事故による「悪い」山火事と、火災生態学的に森林維持に必要な「良い」火災を区別し、批判を避けるために行われた。